# 1948年ロンドンオリンピックのオーストラリア選手団
1948年ロンドンオリンピックのオーストラリア選手団（1948ねんロンドンオリンピックのオーストラリアせんしゅだん）は、1948年7月29日から8月14日にかけてイギリスの首都ロンドンで開催された1948年ロンドンオリンピックのオーストラリア選手団、およびその競技結果。

## 概要
今大会は金メダル2個、銀メダル6個、銅メダル5個、合計13個のメダルを獲得した。

## メダル
| メダル | 選手名 | 競技 | 種目             |
| ------ | --- | ---- | ---------------- |
| 金     | ジョン・ウィンター                                                                                        | 陸上 | 男子走高跳       |
| 銀     | テオ・ブルース                                                                                            | 陸上 | 男子走幅跳       |
| 銀     | ジョージ・アヴェリー                                                                                      | 陸上 | 男子三段跳       |
| 銀     | シャーリー・ストリックランド・デ・ラ・ハンティ ジューン・マストン エリザベス・マッキノン ジョイス・キング | 陸上 | 女子4×100mリレー |
| 銀     | ジョン・マーシャル                                                                                        | 競泳 | 男子1500m自由形  |
| 銀     | ナンシー・ライオンズ                                                                                      | 競泳 | 女子200m平泳ぎ   |
| 銅     | シャーリー・ストリックランド・デ・ラ・ハンティ                                                            | 陸上 | 女子100m         |
| 銅     | シャーリー・ストリックランド・デ・ラ・ハンティ                                                            | 陸上 | 女子80mハードル  |
| 銅     | ジョン・マーシャル                                                                                        | 競泳 | 男子400m自由形   |
| 銅     | ジュディ＝ジョイ・デーヴィス                                                                              | 競泳 | 100m背泳ぎ       |